# Masque N95

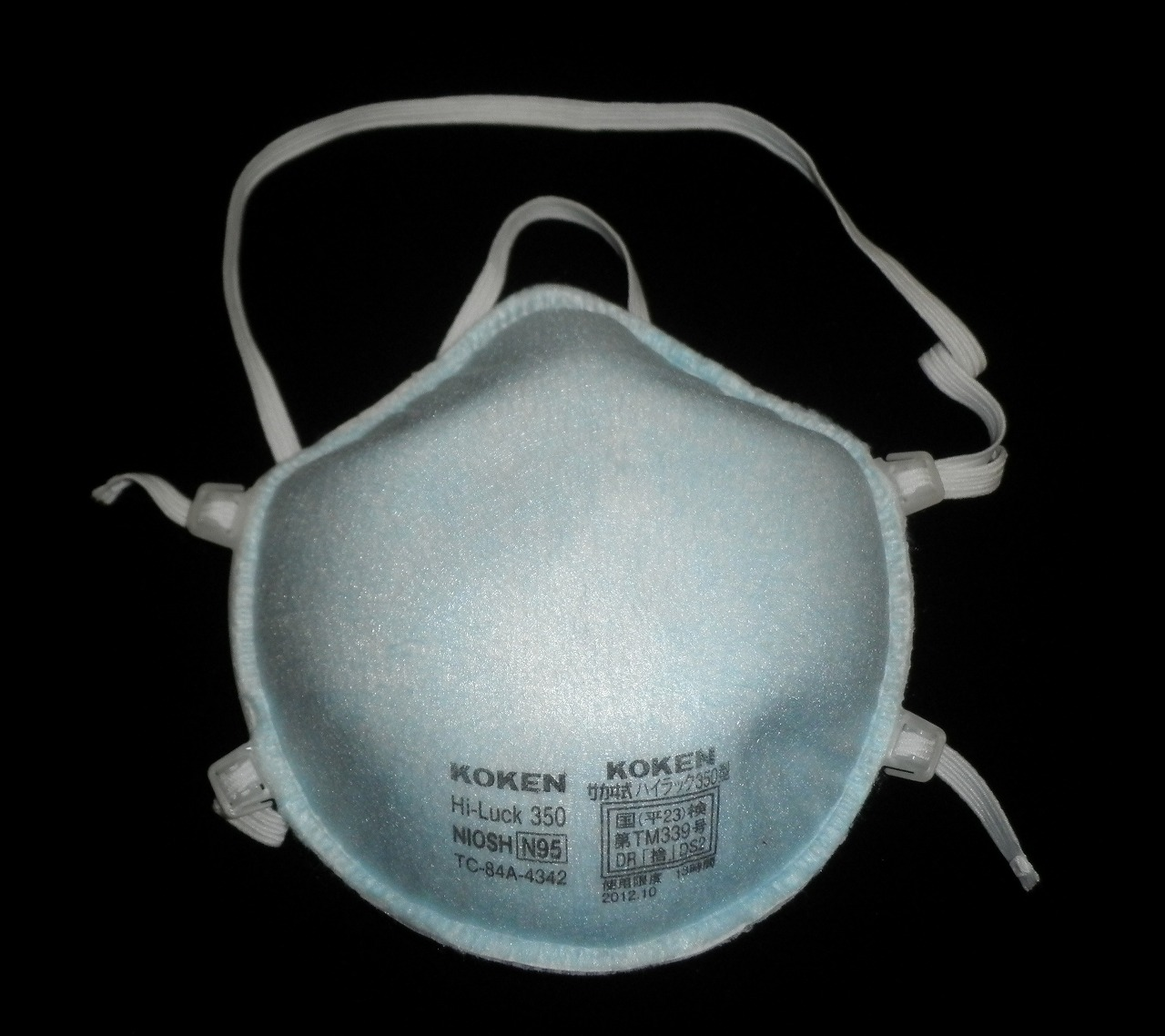
Masque N95

Le masque N95 est un masque de protection anti-particules avec un filtre, répondant à la classification de filtration de l'air du National Institute for Occupational Safety and Health (NIOSH), une agence américaine. Il filtre au moins 95 % des particules en suspension dans l'air mais n'est pas résistant à l'huile et ne filtre ni les gaz ni les vapeurs, tout comme le FFP2, son équivalent européen (qui filtre au moins 94 % des particules) ou le masque KN95 de Chine. 
Le filtre masque N95 a été inventé par le scientifique taïwano-américain Peter Tsai et son équipe, et a reçu son brevet aux États-Unis en 1995,. Aux États-Unis, le N95 est masque filtrant les particules le plus courant. 
Les critères de certification des performances du N95, du FFP2 et du KN95 (efficacité du filtre, agent de test, débit, chute de pression admissible) varient légèrement,. 
Le masque N95 nécessite un maillage fin de fibres de polymère synthétique produites par un processus hautement technique appelé « fusion-soufflage » qui forme la couche de filtration interne qui filtre les particules dangereuses.

## Utilisation
Aux États-Unis, l'Occupational Safety and Health Administration (OSHA) exige que les professionnels de la santé effectuant un acte de soin avec une personne ayant une infection suspectée ou confirmée du coronavirus SARS-CoV-2, utilisent une protection respiratoire, tel que le masque N95.  
Il est important de noter que le masque chirurgical est différent des masques respiratoires, et n'est pas conçu ni approuvé pour fournir une protection contre les particules en suspension dans l'air car il ne forme pas un joint adéquat sur le visage du porteur sur lequel se fier pour la protection respiratoire.  
Le test d'ajustement est un élément essentiel d'un programme de protection respiratoire lorsque les professionnels utilisent des masques bien ajustés.  
L'OSHA exige un test initial d'ajustement du masque pour identifier le bon modèle, le style et la taille du masque pour chaque professionnel, ainsi que des tests d'ajustement annuels. De plus, les masques bien ajustés, y compris les N95, nécessitent une vérification de l'étanchéité par l'utilisateur chaque fois qu'il est mis en place.  

### Utilisation en cas de pénurie
En cas d'épidémie grave dans laquelle les fournitures de masques sont sévèrement limitées, les professionnels devraient travailler avec leur employeur pour choisir le masque qui convient le mieux, car, même sans test d'ajustement, un masque offrira une meilleure protection qu'un masque chirurgical ou qu'aucun masque. 
Dans ce cas, les meilleures pratiques consistent à essayer différents modèles ou tailles pour obtenir un bon joint facial, à vérifier les vidéos et la documentation de formation du fabricant sur l'enfilage et le retrait appropriés, à effectuer plusieurs fois une vérification de l'étanchéité par l'utilisateur et à vérifier l'ajustement dans un miroir ou à demander à un collègue de vérifier que le masque touche le visage sans trous. 
Pendant les situations de crise où il y a une pénurie de masque N95, comme lors de la pandémie de coronavirus de 2020, les Centres pour le contrôle et la prévention des maladies (CDC) des États-Unis ont recommandé des stratégies pour optimiser leur utilisation dans les établissements de santé.  
Les masques N95 peuvent être utilisés au-delà de la durée de conservation indiquée par le fabricant, bien que des composants tels que les sangles et le pont nasal puissent se dégrader, ce qui peut affecter la qualité de l'ajustement et de l'étanchéité, et qui rend particulièrement important que le porteur effectue la vérification d'étanchéité attendue. 
D'autres types de masques d'autres pays similaires aux masques N95 peuvent être utilisés s'ils correspondent aux normes de la NIOSH, tels que les masques FFP2 et FFP3 réglementés par l'Union européenne  .  
Les masques N95 peuvent être réutilisés un nombre limité de fois après avoir été retirés, tant qu'ils n'ont pas été utilisés pendant des activités générant des aérosols et ne sont pas contaminés par les fluides corporels des patients, bien que cela augmente le risque de contamination de la surface par des agents pathogènes.  
Le fabricant du masque peut recommander un nombre maximum d'enfilements ou d'utilisations; si aucune directive du fabricant n'est disponible, les données préliminaires suggèrent de limiter à cinq utilisations par appareil pour garantir une marge de sécurité adéquate. 
Lorsqu'il n'y a pas assez de masque N95 disponibles pour prendre en charge un patient COVID-19, les masques N95 doivent être prioritairement remis aux professionnels effectuant des actes de soins à moins d'un mètre d'une personne symptomatique non masquée générant des excrétions d'aérosols viraux.  
Dans ces conditions, le masquage des patients symptomatiques avec un masque chirurgical et le maintien de la distance avec le patient sont particulièrement importants pour réduire le risque de transmission.  
Lorsque plus aucun masque n'est disponible, les professionnels qui se sont rétablis cliniquement de la COVID-19 peuvent être préférés pour prendre en charge des patients covidiens à la place d'un professionnel qui a un risque de contracter la maladie. 
Des ventilateurs portables avec filtres HEPA peuvent également être utilisés pour augmenter la ventilation dans les chambres d'isolement lorsque des masques chirurgicaux sont utilisés à la place des masques N95.  
S'il n'y a plus de masques N95 et ni de masques chirurgicaux de disponibles, en dernier recours, il peut être nécessaire pour les établissements de santé d'utiliser des masques qui n'ont jamais été évalués ou approuvés par le NIOSH ou des masques faits maison; il faut faire preuve de prudence lors de l'examen de cette option. 
Étant donné que l'approvisionnement mondial en EPI (équipements de protection individuelle) est insuffisant pendant la pandémie, l'Organisation mondiale de la santé recommande de minimiser le besoin d'EPI grâce à la télémédecine, des barrières physiques telles que des fenêtres transparentes, permettant uniquement aux personnes impliquées dans les soins directs d'entrer dans une pièce avec un patient covidien, en utilisant uniquement l'EPI nécessaire à la tâche spécifique, en continuant d'utiliser le même masque sans le retirer tout en soignant plusieurs patients avec le même diagnostic, en surveillant et en coordonnant la chaîne d'approvisionnement en EPI et en décourageant l'utilisation de masques pour individus asymptomatiques. 
Des efforts ont été déployés pour évaluer les méthodes de nettoyage des masques en cas de pénurie d'urgence, même si l'on craint que cela puisse réduire les performances du filtre ou affecter l'ajustement du masque en le déformant,,. L'OSHA n'a actuellement aucune norme pour la désinfection des masques N95 . 
Des chercheurs de l'Université Duke ont publié une méthode pour nettoyer les masques N95 sans les endommager en utilisant du peroxyde d'hydrogène vaporisé pour permettre une réutilisation pendant un nombre limité de fois, . 
Le NIOSH recommande qu'en cas de pénurie, les masques N95 doivent être utilisés jusqu'à cinq fois sans les nettoyer, tant que les masques ne sont pas contaminés par des excrétions d'aérosols viraux et des fluides corporels émis par des patients covidiens.
La contamination peut être réduite en portant un écran facial nettoyable sur un masque N95, ainsi qu'en utilisant des gants propres lors de l'enfilage et de la vérification de l'étanchéité d'un masque N95 usagé et en jetant les gants immédiatement après.

### Différences entre masque N95 et masque chirurgical
Un masque chirurgical est un masque jetable et ajusté qui crée une barrière physique entre la bouche et le nez du porteur et les contaminants potentiels dans l'environnement immédiat.  
S'il est porté correctement, un masque chirurgical est censé aider à bloquer les gouttelettes à grosses particules, les éclaboussures, les pulvérisations ou les éclaboussures qui peuvent contenir des virus et des bactéries. Le masque chirurgical peut réduire l'excrétion de salive et d'aérosol respiratoire du porteur vers les autres personnes. 
Un masque chirurgical, de par sa conception, ne filtre et ne bloque pas les très petites particules dans l'air qui peuvent être transmises par la toux, les éternuements ou certains actes médicaux.  
Le masque chirurgical ne fournit pas non plus une protection complète contre les germes et autres contaminants en raison de l'ajustement lâche entre la surface du masque facial et le visage.  
L'efficacité des filtres d'un masque chirurgical peut varier de moins de 10 % à près de 90 % selon les différents fabricants lorsqu'elle est mesurée à l'aide des paramètres de test pour la certification NIOSH.  
Cependant, une étude a révélé que même pour les masques chirurgicaux avec de « bons » filtres, 80 à 100 % des sujets ont échoué à un test d'ajustement qualitatif accepté par l'OSHA, et un test quantitatif a montré une fuite de 12 à 25 %. 
Les CDC (centres américains de contrôle et de prévention des maladies) recommandent des masques chirurgicaux dans les procédures où il peut y avoir une génération d'aérosols par le porteur, si de petits aérosols peuvent provoquer une maladie chez le patient.  
Le CDC recommande l'utilisation de masques avec au moins la certification N95 pour protéger le porteur contre l'inhalation de particules infectieuses, y compris le mycobacterium tuberculosis, la grippe aviaire, le syndrome respiratoire aigu sévère (SRAS), la grippe pandémique et l'Ebola .  
Certains masques N95 ont également été approuvés par la Food and Drug Administration des États-Unis, car les produits chirurgicaux sont étiquetés « Surgical N95 » et offrent également une protection respiratoire au porteur.

## Histoire
Le prédécesseur du N95 a été conçu par le docteur Lien-teh Wu qui travaillait pour la cour impériale chinoise à l'automne 1910, et a été le premier à protéger les utilisateurs des bactéries lors de tests empiriques. Les modèles de masques suivants étaient réutilisables mais encombrants et inconfortables.  
Dans les années 1970, le Bureau des mines des États-Unis et le NIOSH ont élaboré des normes pour les masques à usage unique. Le premier masque N95 à usage unique (pour la poussière) a été développé par 3M et a été approuvé en 1972.  
Le scientifique des matériaux taïwanais américain Peter Tsai et son équipe ont inventé le filtre de masque N95 en 1992 et ont reçu le brevet américain en 1995,,. Le matériau se compose à la fois de charges positives et négatives, capables d'attirer les particules (par exemple, la poussière, les bactéries et les virus) et en arrête au moins 95% d'entre elles par polarisation avant que les particules ne puissent traverser le masque,,. La technologie a rapidement été utilisée pour produire des masques N95. Bien que conçu pour un usage industriel, il a été de plus en plus utilisé dans les établissements de santé dans les années 1990 .  
De nombreuses entreprises américaines ont cessé de produire des masques N95 dans les années 2000 en raison des frais de contentieux et de la concurrence étrangère. 

### Pandémie de coronavirus 2020
Les masques sont rares et en forte demande pendant la pandémie de coronavirus 2020. La production de masques N95 a été limitée en raison de contraintes sur l'approvisionnement en tissu polypropylène non tissé (qui est utilisé comme filtre principal) ainsi que l'arrêt des exportations de la Chine,. 
La Chine contrôle 50 % de la production mondiale de masques et, confrontée à sa propre épidémie de coronavirus, a consacré toute sa production à un usage domestique, autorisant uniquement les exportations via l'aide humanitaire allouée par le gouvernement.
Alors que de plus en plus de pays restreignent l'exportation de masques N95, Novo Textiles en Colombie-Britannique prévoit de devenir le premier fabricant au Canada. AMD Medicom au Québec deviendrait alors le deuxième fabricant canadien de masques N95, avec un contrat pour approvisionner le gouvernement du Canada.
Le gouvernement chinois régule l'exportation des masques chirurgicaux et de protection de manière radicale : Le 4 avril 2020 la Chine soucieuse de leur image a décidé de créer un registre de fabricant agréé et un d'exportateur agréé. Ainsi plus de 80 % des exportations de masques se sont retrouvées bloquées et plus de 6 000 nouveaux producteurs chinois ont dû fermer leur activité. Au 20 avril 2020 seuls les masques de type FFP peuvent être facilement exportés. Les masques portant la mention FDA (certification US) ne sont exportés que par quelques acteurs sous contrôle du gouvernement. La Chine réputée pour fabriquer sans se soucier de la qualité a pris pour la première fois des mesures rapides et radicales pour contrôler ses exportations. Ainsi les douanes chinoises ont maintenant pour consignes d'ouvrir tous les cartons pour contrôle.